# Аборты в Казахстане
Аборты в Казахстане являются законными до 12 недель беременности, а затем разрешаются лишь по особым обстоятельствам. Соответствующее решение базируется на законах, унаследованных из советского прошлого страны, когда аборты были законодательно разрешены как противозачаточное средство.
Информация о распространённости абортов в Казахстане исходит прежде всего из двух источников: Министерства здравоохранения и Демографического и медицинского обследования Казахстана.

## Советское время
Большую часть XX века благодаря государственной поддержке основным методом контрацепции, который использовался в Советском Союзе, был аборт.
В 1920 году Советская Россия легализовала аборты как временную меру, поскольку в условиях экономического кризиса легальные аборты были бы необходимым способом для обеспечения санитарных условий. В Казахстане казахи были против этого решения. В продолжение следующего десятилетия сопротивление абортам было важным, оно формировалось как бастион культуры, на который напали советские чиновники. Даже ещё в период легализации власть СССР одобряла казахское сопротивление абортам. Медики предупреждали о рисках для здоровья, связанных с частыми абортами. В период, когда аборт легализовали, он не использовался так, как было задумано законодателями, поскольку клиники не получали финансирования и пациенты были вынуждены платить. Аборты делали преимущественно этнические русские женщины в Казахстане (лишь 0,002 % абортов сделали этнически казахские женщины, прежде всего в городах).
Для казахов аборт был табу, хотя существовали традиционные методы прерывания беременности (использовались травы). Число абортов выросло в Казахстане, как и в РСФСР, причём особенное их увеличение между 1927 и 1928 годами спровоцировано увеличением доступной информации о хирургической процедуре и изменением норм морали. Распространение подпольных абортов начало снижаться, но увеличение частоты легальных абортов начало беспокоить чиновников, что привело в итоге к их запрету.
К незаконным абортам прибегали, когда врачи отказывались делать легальный аборт из-за одной из следующих причин: беременность после первого триместра, первая беременность или наличие небезопасных заболеваний. Тот факт, что легально доступные аборты не полностью вытеснили незаконные аборты, способствовал введению уголовной ответственности. В начале 1930-х годов советские чиновники открыто критиковали аборты и их легализацию. Вместе с тем, в периферийных районах СССР, в том числе Казахстана, существовало беспокойство по поводу последствий внезапного запрета абортов.
Период законности абортов закончился 27 июня 1936 года «Декретом о защите матери и ребёнка», согласно которому их можно было делать лишь тем пациенткам, жизни которых угрожает опасность. Незаконные аборты не гарантировали безопасных, санитарных условий. Региональное (областное) правительство создало систему контроля, чтобы обеспечить исполнение закона: врачам пришлось заявлять о своей практике, отправляя прошение прервать беременность. Эта отчётность рассматривалась на заседаниях ежемесячного комитета.
Криминализация закрепила традиционные роли женщин в патриархальном обществе, поскольку стала на защиту идеи о женщине как матери. Пресса использовалась в качестве пропаганды против женщин, которым приходилось прибегать к незаконным абортам, ведь она изображала их как коварных врагов Родины. Поскольку казахские женщины редко шли на аборты, они не потерпели преследований по этому закону. Преследовали женщин, которые приходили в больницы с симптомами, свидетельствующими о выполненном аборте. Врачи, практиковавшие незаконные аборты, могли попасть в тюрьму на срок до трёх лет. Нет достоверных источников насчёт этой подпольной деятельности , но данные из архивов свидетельствуют, что женщины, у которых выявляли симптомы незаконных абортов, как правило, были незамужними.
В одном случае в 1940 году одиннадцать женщин с симптомами, типичными для попыток аборта, были задержаны и обособлены от своих семей, они были под гласным надзором государства и потерпели унижения со стороны общественности. Позже с них сняли все обвинения.
Постепенно пропаганда против абортов набирала обороты. Влияние кампании трудно оценить, поскольку существует мало доказательств её эффективности.
В послевоенный период стало очевидным, что пропагандистские усилия не смогли уменьшить уровень абортов. После смерти Иосифа Сталина в 1953 году государство приостановило преследование незаконных абортов, и врачи практиковали аборты в первом триместре по просьбе женщин. В 1968 году Советский Союз в очередной раз легализовал аборты по запросу пациентов.

## Период независимости
Начиная с обретения независимости от СССР в 1991 году, Казахстан начал заменять аборты другими методами контрацепции. На соответствующее законодательство в Казахстане повлияло советское прошлое страны. Несмотря на уменьшение числа абортов благодаря другим методам контрацепции, аборт оставался наиболее широко используемым методом контрацепции в 1990-х годах. С начала независимой жизни страны аборты всё чаще проводятся в частных клиниках, что приводит к снижению официального уровня абортов.
Исследование, основанное на данных между 1995 и 1999 годами, показало, что аборты в основном проводятся в городских районах, тогдашней столице Алматы и Северном и Восточном регионах страны. Большинство женщин, которые совершили аборты, были этническими русскими. В районах с более высоким уровнем образования наблюдается больший спад использования абортов. Замужние женщины составляют большинство из тех, кто делает аборты, поскольку секс до брака встречается значительно реже в преимущественно мусульманских странах. Причиной аборта является прежде всего ограничение родов, а также увеличение временного промежутка между родами. Первые беременности в стране редко прерываются.
Вероятность того, что беременность прервётся, составляла 36,8 %. Процент беременностей по причине отказа от контрацепции, что приводит к прерыванию беременности, составлял 67 %. Демографический и медицинский опрос Казахстана опросило 3771 женщину, делают ли они аборт в случае случайной беременности, а 35,6 % ответили утвердительно, 20,6 % не были уверены, а остальные ответили отрицательно .
В феврале 1994 года была утверждена программа планирования семьи, создавшая службу планирования семьи в медицинских учреждениях, с целью уменьшить число абортов и материнскую смертность.
С 1993 по 1997 годы Организация Объединённых Наций финансировала программы репродуктивного здоровья в стране. Одной из её главных целей было снижение уровня абортов.
Между 1995 и 1999 годами аборты были официально бесплатными, но на практике люди обязаны были платить от 8 до 20 долларов США. Эти выплаты, как правило, не осуществлялись в сельськой местности. В 1995 году широкомасштабная кампания предупреждала о рисках незаконных абортов для здоровья.
В 2000 году утверждена общегосударственная правительственная программа по уменьшению числа абортов. Программа обучала медицинских работников и информировала население о других методах контрацепции.
В 2002 году ООН опубликовала отчёт с пояснениями, что аборты доступны по запросу на протяжении первого триместра, не требуется особенной мотивации. А уже между 12 и 28 неделями — лишь при наличии определённых социальных или медицинских обстоятельств.
В 2001 году утверждён приказ Министерства здравоохранения по поводу медицинских причин и регламента абортов. В 2009 году министерство утвердило приказ 626, который был изменён в 2012 году касаемо таких аспектов:
| Условия проведения абортов в 2009 году | Условия аборта в 2012 году |
| --- | --- |
| До 12 недель: - По запросу От 12 до 22 недель по социальным показаниям, включая: - Смерть мужа во время беременности - Наказание жены или мужа - Безработность жены или её мужа - Если женщина незамужняя - Ограничение или лишение родительских прав - Когда беременность является последствием изнасилования - Если женщина имеет статус беженца или вынужденного мигранта - Если в семье есть ребёнок-инвалид - Расставание во время беременности - Если в семье есть 4 и больше детей - В случае порока плода Без ограничения по срокам: - Если есть медицинские показания, которые угрожают жизни беременной, по её согласию Для несовершеннолетних младше 16 лет необходимо согласие родителей. Государство оплачивает аборты, совершённые по социальным или медицинским причинам. | До 12 недель: - По запросу От 12 до 22 недель по социальным показаниям, включая: - Смерть мужа во время беременности - Наказание жены или мужа - Безработность жены или её мужа - Если женщина незамужняя - Ограничение или лишение родительских прав - Когда беременность является результатом изнасилования - Если женщина имеет статус беженца или вынужденного мигранта - Если в семье есть ребёнок-инвалид - Расставание во время беременности - Если в семье есть 4 и больше детей - Пациент до 18 лет Без ограничений по срокам: - Если есть медицинские показания, которые угрожают жизни беременной, по её согласию - В случае порока плода Для несовершеннолетних младше 18 лет необходимо согласие родителей. Государство оплачивает аборты, совершённые по социальным или медицинским причинам. |

Легальные аборты практикуются в частных центрах, Женских консультационных центрах, родильных домах, поликлиниках с женскими консультационными офисами, многих больницах и практиках семейных групп. Успешное снижение уровня абортов было обусловлено усилиями в области просвещения, информации и коммуникаций (например, кампания «Красное яблоко» в социальных сетях), которые побуждали население использовать современные методы контрацепции. Однако уровень абортов среди русских снизился на 33 %, а среди казахов — снижение было значительно меньшим.
Лекарствами, использующимися для индукции аборта, являются мифепристон и мизопростол.
Согласно статистическим данным за 2003 год, наблюдался высокий уровень абортов среди подростков.
В 2009 и 2012 годах Казахская ассоциация по вопросам сексуального и репродуктивного здоровья заявила, что медикаментозные аборты совершаются лишь в Алматы в частных центрах, в то же время в последние годы рассматривается вопрос оказания услуг в государственных медицинских центрах. Также было заявлено, что в 2007 году в городе Алматы было 11 666 абортов, из них 74,3 % Было сделано с помощью дилатации и кюретажа. Средняя цена среди частных врачей составляла 5000 тенге (41 доллар) в 2009 году и 200 долларов в 2012 году.
В исследовании 2007 года был сделан вывод, что высокий уровень абортов может быть причинен ограниченным доступом к медицинским услугам, особенно в сельских регионах. Внутриутробные средства обычно используются как противозачаточное средство в Казахстане без профессиональной помощи, поскольку существует мало доступных методов. Это может быть причиной того, что основным методом контрацепции, который используется в стране, является аборт.
Отчёт за 2010 год показал, что государство не преуспело в передаче информации о сексуальном и репродуктивном здоровье, включая аборты.
В отчёте 2011 года было установлено, что частота беременности и абортов у подростков приводит к смерти, главным образом причинённой отсутствием конкретных профилактических программ.
В 2017 году в Казахстане искусственно прервали беременность 95 тысяч женщин, из них 2218 — подростки от 15-17 лет, младше 15 лет — 16. По официальной статистике, каждая третья женщина в Казахстане хотя бы раз прерывала беременность на ранней стадии.
По состоянию на 2017 год, аборт является законным в таких случаях:
- Если здоровью беременной женщины угрожает опасность, необходимо одобрение комитета из трёх медицинских работников-гинекологов, руководителя учреждения и эксперта касаемо её состояния)[К 2], и чтобы болезнь была в утвержденном списке.

- Если жизни женщины угрожает опасность[К 3], без ограничений по срокам беременности.
- Если здоровью женщины может быть причинён существенный вред, без ограничений по срокам беременности.
- Если психическому здоровью женщины угрожает опасность[44].

- По просьбе беременной женщины по какой-либо причине, включая такие причины, как беременность от кровосмесительных связей.
- Если беременная имеет когнитивный или интеллектуальный дефект[К 4].
- Беременность в несовершеннолетнем возрасте, что требует разрешения родителей или другого взрослого[К 5].

## Статистика

### Общая
Пояснение к данным таблицы:
- Родившиеся — число рождённых детей.
- Аборты в целом (AWR) — общее число абортов.
- Нелегальные аборты — общее число абортов, сделанных нелегально.
- Коэффициент абортов — коэффициент отношения числа абортов на 1000 рождений.
- Процент абортов (%) — отношение числа абортов от беременностей в процентах.
- Частота случаев абортов (AWR) — это случаи прерывания абортов по данным отчётности по абортам во всём мире на 1000 женщин в возрасте 15—39 лет.

| Год* | Родившиеся | Аборты в целом (AWR) | Нелегальные аборты | Коэффициент абортов | Процент абортов (%) | Частота случаев абортов (AWR) |
| ---- | ---------- | -------------------- | ------------------ | ------------------- | ------------------- | ----------------------------- |
| 1925 |            | 582                  |                    |                     |                     |                               |
| 1927 |            | 2 360                |                    |                     |                     |                               |
| 1928 |            | 6 127                |                    |                     |                     |                               |
| 1929 |            | 1 950                |                    |                     |                     |                               |
| 1930 |            | 2 660                |                    |                     |                     |                               |
| 1931 |            | 2 190                |                    |                     |                     |                               |
| 1932 |            | 840                  |                    |                     |                     |                               |
| 1940 | 254 000    |                      |                    |                     |                     |                               |
| 1942 |            | 11 214               | 1 675              |                     |                     |                               |
| 1943 |            | 1 600                |                    |                     |                     |                               |
| 1944 |            | 7 811                | 1 278              |                     |                     |                               |
| 1945 |            | 10 303               | 1 684              |                     |                     |                               |
| 1946 |            | 15 901               | 3 866              |                     |                     |                               |
| 1947 |            | 16 263               | 3 096              |                     |                     |                               |
| 1948 |            | 4 079                | 4 079              |                     |                     |                               |
| 1950 | 251 900    |                      |                    |                     |                     |                               |
| 1951 | 270 000    |                      |                    |                     |                     |                               |
| 1952 | 262 600    |                      |                    |                     |                     |                               |
| 1953 | 260 300    |                      |                    |                     |                     |                               |
| 1954 | 275 700    |                      |                    |                     |                     |                               |
| 1955 | 299 300    | 25 000               |                    |                     |                     |                               |
| 1956 | 304 800    | 58 000               |                    |                     |                     |                               |
| 1957 | 326 100    | 101 000              |                    |                     |                     |                               |
| 1958 | 355 300    | 164 000              |                    |                     |                     |                               |
| 1959 | 349 100    | 228 000              |                    |                     |                     |                               |
| 1960 | 371 828    | 335 000              |                    |                     |                     |                               |
| 1961 | 377 002    | 363 000              |                    |                     |                     |                               |
| 1962 | 368 298    | 379 000              |                    |                     |                     |                               |
| 1963 | 352 400    | 388 000              |                    |                     |                     |                               |
| 1964 | 330 511    | 389 000              |                    |                     |                     |                               |
| 1965 | 320 585    | 404 000              |                    |                     |                     |                               |
| 1966 | 313 465    | 392 000              |                    |                     |                     |                               |
| 1967 | 307 197    | 381 000              |                    |                     |                     |                               |
| 1968 | 302 022    | 372 000              |                    |                     |                     |                               |
| 1969 | 302 179    | 370 000              |                    |                     |                     |                               |
| 1970 | 306 652    | 372 000              |                    |                     |                     |                               |
| 1971 | 317 423    | 382 702              |                    | 1 205.7             | 54.66               |                               |
| 1972 | 318 551    | 383 764              |                    | 1 204.7             | 54.64               |                               |
| 1973 | 321 075    | 387 626              |                    | 1 207.3             | 54.70               |                               |
| 1974 | 338 291    | 377 070              |                    | 1 114.6             | 52.71               |                               |
| 1975 | 343 668    | 390 809              |                    | 1 137.2             | 53.21               |                               |
| 1976 | 350 362    | 395 712              |                    | 1 129.4             | 53.04               |                               |
| 1977 | 349 379    | 406 247              |                    | 1 162.8             | 53.76               |                               |
| 1978 | 355 337    | 392 734              |                    | 1 105.2             | 52.50               |                               |
| 1979 | 354 320    | 380 692              |                    | 1 074.4             | 51.79               |                               |
| 1980 | 356 013    | 378 125              |                    | 1 062.1             | 51.51               |                               |
| 1981 | 367 950    | 359 824              |                    | 977.9               | 49.44               |                               |
| 1982 | 373 416    | 364 087              |                    | 975.0               | 49.37               |                               |
| 1983 | 378 577    | 362 371              |                    | 957.2               | 48.91               |                               |
| 1984 | 389 091    | 349 366              |                    | 897.9               | 47.31               |                               |
| 1985 | 396 929    | 367 334              |                    | 925.4               | 48.06               |                               |
| 1986 | 410 846    | 332 055              |                    | 808.2               | 44.70               |                               |
| 1987 | 417 139    | 329 819              |                    | 790.7               | 44.15               |                               |
| 1988 | 407 116    | 362 596              |                    | 890.6               | 47.11               |                               |
| 1989 | 380 849    | 358 124              |                    | 940.3               | 48.46               | 101.58                        |
| 1990 | 362 081    | 355 173              |                    | 980.9               | 49.52               | 100.03                        |
| 1991 | 353 174    | 358 484              |                    | 1 015.0             | 50.37               | 100.40                        |
| 1992 | 337 612    | 346 405              |                    | 1 026.0             | 50.64               | 96.76                         |
| 1993 | 315 482    | 290 703              |                    | 921.5               | 47.96               | 81.93                         |
| 1994 | 305 624    | 261 834              |                    | 856.7               | 46.14               | 75.39                         |
| 1995 | 276 125    | 224 100              |                    | 811.6               | 44.80               | 66.14                         |
| 1996 | 253 175    | 194 187              |                    | 767.0               | 43.41               | 58.11                         |
| 1997 | 232 356    | 156 751              |                    | 674.6               | 40.28               | 47.61                         |
| 1998 | 222 380    | 149 248              |                    | 671.1               | 40.16               | 46.01                         |
| 1999 | 211 815    | 138 197              |                    | 652.4               | 39.48               | 42.92                         |
| 2000 | 217 379    | 134 111              |                    | 616.9               | 38.15               | 41.58                         |
| 2001 | 220 748    | 136 787              |                    | 619.7               | 38.26               | 42.22                         |
| 2002 | 227 169    | 124 523              |                    | 548.2               | 35.41               | 38.10                         |
| 2003 | 246 933    | 127 180              |                    | 515.0               | 34.00               | 38.49                         |
| 2004 | 270 737    | 129 495              |                    | 478.3               | 32.35               | 38.66                         |
| 2005 | 278 977    | 125 654              |                    | 450.4               | 31.05               | 37.00                         |
| 2006 | 278 977    | 130 599              |                    | 468.1               | 31.89               | 37.85                         |
| 2007 | 321 963    | 133 097              |                    | 413.4               | 29.25               | 38.02                         |
| 2008 | 339 269    | 123 992              |                    | 365.5               | 26.77               | 34.99                         |
| 2009 | 357 552    | 113 320              |                    | 316.9               | 24.07               | 31.67                         |
| 2010 | 367 752    | 106 074              |                    | 288.4               | 22.39               | 29.37                         |
| 2011 | 372 801    | 95 288               |                    | 255.6               | 20.36               | 26.27                         |
| 2012 | 381 005    | 95 654               |                    | 251.1               | 20.07               | 26.43                         |
| 2013 | 387 227    | 106 000              |                    | 217.6               | 17.87               | 29.43                         |
| 2014 | 399 951    | 83 709               |                    | 209.3               | 17.31               | 23.35                         |
| 2015 | 398 073    | 81 440               |                    | 204.6               | 16.98               | 22.82                         |
| 2016 | 400 694    | 78 857               |                    | 196.8               | 16.44               | 22.19                         |
| 2017 | 390 262    | 80 328               |                    | 205.8               | 17.07               | 22.68                         |
| 2018 | 397 799    | 78 545               |                    | 197.4               | 16.49               | 22.20                         |
| 2019 | 402 310    | 77 178               |                    | 191.8               | 16.10               | 21.80                         |
| 2020 | 426 824    |                      |                    |                     |                     |                               |

*статистические данные за 1926, 1933—1939, 1941, 1949 годы отсутствуют

### Число абортов по регионам Казахстана
| Регион                            | Год*   | Год*   | Год*   | Год* | Год*   | Год*   | Год* | Год*   | Год*   | Год*   |
| Регион                            | 1999   | 2000   | 2001   | 2002 | 2003   | 2004   | 2005 | 2006   | 2007   | 2008   |
| --------------------------------- | ------ | ------ | ------ | ---- | ------ | ------ | ---- | ------ | ------ | ------ |
| Алматы (город)                    | 14 421 | 10 013 | 11 037 |      |        | 17 487 |      |        | 16 000 | 16 100 |
| Астана (город)                    |        |        |        |      |        | 8 113  |      |        |        | 9 600  |
| Восточно-Казахстанская область    |        | 18 039 |        |      |        |        |      |        |        | 16 600 |
| Карагандинская область            |        | 16 400 |        |      | 16 700 |        |      | 10 300 |        | 13 100 |
| Северо-Казахстанская область      |        |        |        |      |        | 32 898 |      |        |        | 29 800 |
| Акмолинская область               |        |        |        |      | 11 700 |        |      |        |        | 10 200 |
| Костанайская область              |        |        |        |      |        |        |      |        |        | 8 200  |
| Павлодарская область              |        |        |        |      |        |        |      |        |        | 5 100  |
| Северо-Казахстанская область      |        |        |        |      |        | 20 294 |      |        |        | 20 900 |
| Алматинская область               |        | 13 249 |        |      |        |        |      |        | 5 000  | 4 800  |
| Кызылординская область            |        | 2 801  |        |      |        |        |      |        |        | 1 700  |
| Западно-Казахстанская область     |        |        |        |      |        | 17 549 |      |        |        | 17 700 |
| Актюбинская область               |        |        |        |      |        |        |      |        |        | 3 900  |
| Атырауская область                |        | 1 957  |        |      |        |        |      |        |        | 1 700  |
| Мангистауская область             |        |        |        |      |        |        |      |        |        | 3 400  |
| Жамбылская область                |        |        |        |      |        |        |      |        |        | 5 200  |
| Центральный и восточный Казахстан |        | 34 400 |        |      |        | 33 126 |      |        |        | 29 700 |
| Северный Казахстан                |        |        |        |      |        | 32 898 |      |        |        | 29 800 |
| Западный Казахстан                |        |        |        |      |        | 17 549 |      |        |        | 17 700 |
| Северный Казахстан                |        |        |        |      |        | 20 294 |      |        |        | 20 900 |

Административное деление Казахстана по областям.

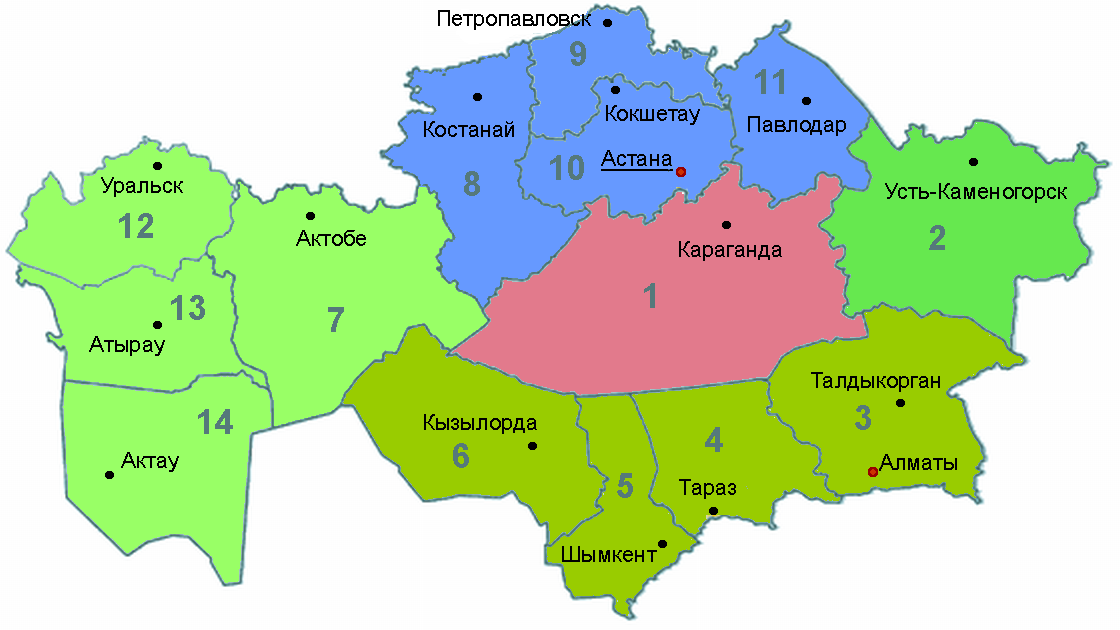
Центральный Казахстан
Северный Казахстан
Южный Казахстан
Восточный Казахстан
Западный Казахстан

*последнее обновление 11 апреля 2010 года.

### Уровень легальных абортов
| Год  | Уровень легальных абортов (на 1000 женщин в возрасте 15-44 лет) |
| ---- | --------------------------------------------------------------- |
| 1995 | 53                                                              |
| 1999 | 43,9, или от 55 до 57 по официальным источникам                 |
| 2004 | 35                                                              |
| 2008 | 32,3                                                            |
| 2010 | 27,4                                                            |
| 2012 | 24,5                                                            |

## Правовое регулирование
Законы, регулирующие аборты в Казахстане:
- Закон о репродуктивных правах (2004)[51],
- Уголовный кодекс (1997).

Информация о распространённости абортов в Казахстане исходит прежде всего из двух источников: Министерства здравоохранения и Демографического и медицинского обследования Казахстана. Доступны высококачественные опросы и другие данные, поскольку процедура уже длительное время является законной. Однако отчёты периодически противоречат друг другу.

## Комментарии
1. ↑  Статья 140 Уголовного кодекса.
2. ↑  Страница 3 показаний Министерства здравоохранения.
3. ↑  Страница 5 показаний Министерства здравоохранения
4. ↑  Страница 6 показаний Министерства здравоохранения
5. ↑  Страница 9 Закона о репродуктивных правах; страница 2 Указаний Министерства здравоохранения
6. ↑  В некоторых отчётах сообщается о том, что аборты доступны в разных регионах, тогда как Казахская ассоциация по вопросам сексуального и репродуктивного здоровья упоминает лишь Алматы и частный сектор.